# Ronde van Frankrijk 1949
| Route van de Ronde van Frankrijk 1949. |                      |              |
| Eindklassement                         |                      |              |
| Algemeen klassement                    | Fausto Coppi         | 149u 40' 49" |
| Tweede                                 | Gino Bartali         | + 10' 55"    |
| Derde                                  | Jacques Marinelli    | + 25' 13"    |
| Vierde                                 | Jean Robic           | + 34' 28"    |
| Vijfde                                 | Marcel Dupont        | + 38' 59"    |
| Zesde                                  | Fiorenzo Magni       | + 42' 10"    |
| Zevende                                | Stan Ockers          | + 44' 35"    |
| Achtste                                | Jean Goldschmit      | + 47' 24"    |
| Negende                                | Apo Lazarides        | + 52' 28"    |
| Tiende                                 | Pierre Cogan         | + 1h 17' 21" |
| Rode Lantaarn                          | Guido De Santi (55e) | + 6h 07' 21" |
| Bergklassement                         | Fausto Coppi         | 76 punten    |
| Tweede                                 | Gino Bartali         | 62 punten    |
|                                        | Jean Robic           | 62 punten    |
| Ploegenklassement                      | Italië               | 450h 35' 23" |
| Tweede                                 | Frankrijk Noord-West | -            |
| Derde                                  | Luxemburg            | -            |

De 36e editie van de Ronde van Frankrijk ging van start op 30 juni 1949 in Parijs. Hij eindigde op zondag 24 juli in Parijs. Er stonden 120 renners verdeeld over 13 ploegen aan de start. De ronde werd zoals gebruikelijk betwist met landenploegen. België en Italië brachten twee ploegen aan de start. Naast een nationale Franse ploeg waren er ook enkele Franse regionale ploegen. De Nederlandse ploeg bestond uit Henk de Hoog, Huub Sijen, Wim de Ruyter, Jan Lambrichs, Frans Pauwels en André de Korver. Ploegleider was R. De Grood.
Voor het eerst doet de Tour het grondgebied van Spanje en Italië aan. Op de Col du Galibier wordt door André Leducq een gedenkteken voor de in 1940 overleden tourdirecteur Henri Desgrange onthuld.
De Italiaanse ploegleider Alfredo Binda heeft in deze Tour het bijna onmogelijke voor elkaar gekregen door titelverdediger Gino Bartali en diens grote rivaal Fausto Coppi in één team te laten rijden. Voor Coppi is het de eerste Tour.
In de vijfde etappe lijkt er niettemin een streep door de Italiaanse rekening te komen: Coppi is samen met de Franse geletruidrager Jacques Marinelli (de revelatie van deze editie van de Tour) in de aanval, als een al te enthousiaste fan van Marinelli hen ten val brengt. Marinelli kan doorrijden, maar Coppi raakt ver achter, en Binda heeft opnieuw zijn diplomatieke gaven nodig om hem door te laten rijden. Ondanks hulp van Bartali, die daardoor zelf ook met achterstand binnenkomt, heeft Coppi na deze rit een achterstand van een half uur op Marinelli. Een overwinning van Coppi met acht minuten voorsprong in de klimtijdrit naar La Rochelle is het begin van het herstel, in plaats van de definitieve dreun die het normaal zou zijn.
In de Pyreneeën is het een derde Italiaan, Fiorenzo Magni die het geel van Marinelli overneemt, maar het zullen de twee Alpenetappes zijn die de Tour beslissen. In de rit Cannes-Briançon lijkt aanvankelijk de Zwitser Ferdi Kübler een coup te plegen met een solo over de Allos, de Vars en de Izoard. Maar door drie lekke banden en een niet alert reagerende Zwitserse ploegleiding komt hij op grote achterstand binnen. Tijdens diezelfde rit komt de Italiaan Armando Peverelli ten val in de afdaling van de Col d'Izoard en verliest een oog. Vooraan zijn het Coppi en Bartali die iedereen wegrijden. Coppi is duidelijk de sterkste, maar hij wacht op Bartali (formeel zijn kopman), zelfs als deze tien kilometer voor de finish lek rijdt. Bartali mag de etappe winnen op zijn 35e verjaardag, en neemt ook de gele trui van Magni over.
In de rit naar Aosta zijn het opnieuw Bartali en Coppi die in de aanval gaan. Dit keer krijgt Coppi na een lekke band van Bartali toestemming voor zijn eigen kansen te gaan, en hij wint de etappe en de gele trui. Hij is daarmee de eerste renner die de Giro en de Tour in hetzelfde jaar wint.
- Aantal ritten: 21
- Totale afstand: 4819 km
- Gemiddelde snelheid: 32.121 km/u
- Aantal deelnemers: 120
- Aantal uitgevallen: 65

## Deelnemende ploegen

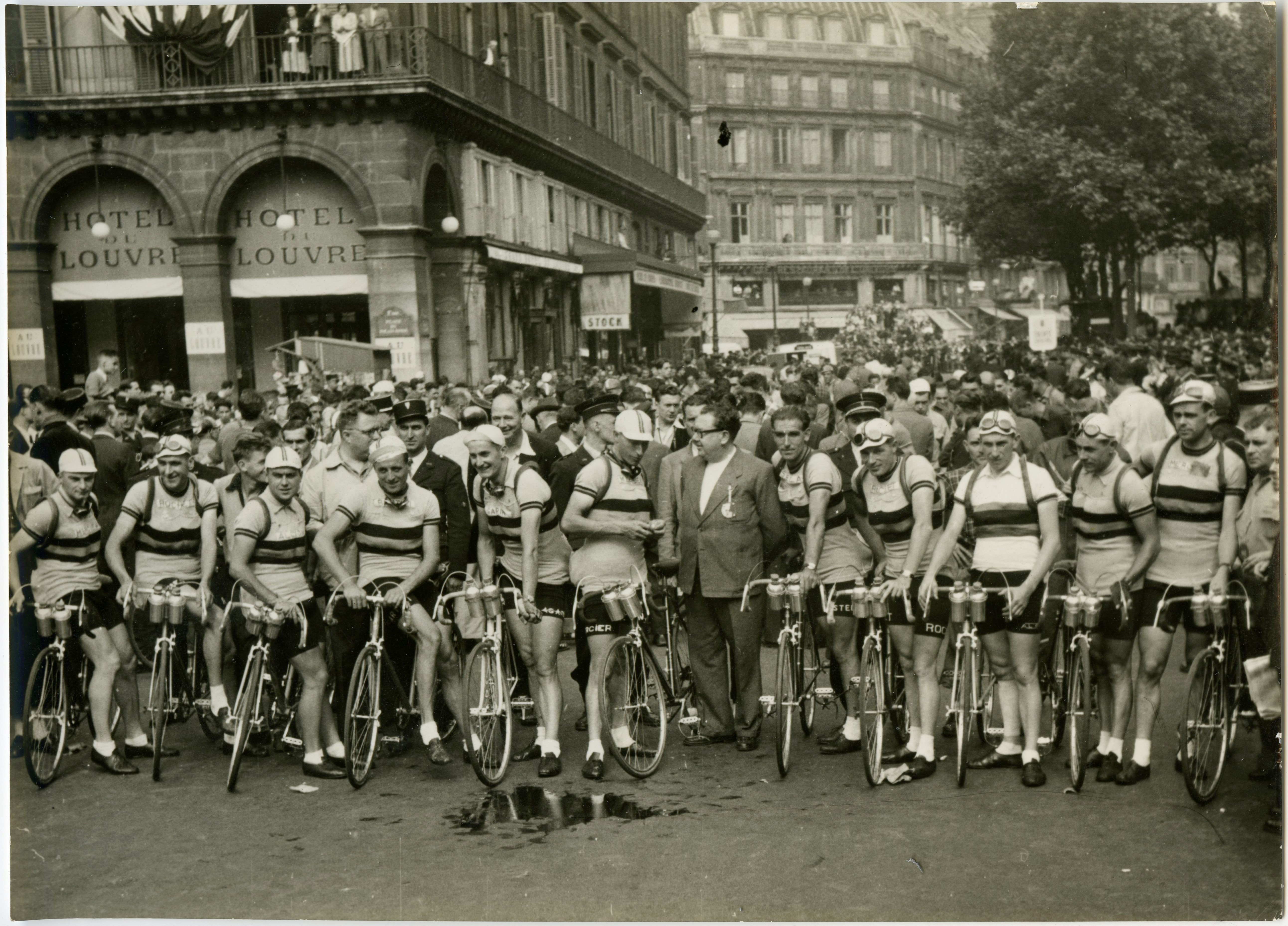
De Belgische Tourploeg poseert voor Hôtel du Louvre in Parijs, 1949 (collectie KOERS. Museum van de Wielersport)

- De Belgische Tourploeg poseert voor Hôtel du Louvre in Parijs, 1949 (collectie KOERS. Museum van de Wielersport)België A en B (de "Belgische adelaars")
- Italië A en B (de "junioren")
- Luxemburg
- Nederland
- Zwitserland
- Spanje
- Frankrijk A
- Franse regionale ploegen: Centrum-Zuid-West; West-Noord; Zuid-Oost; Ile De France

## Belgische en Nederlandse prestaties
In totaal namen er 18 Belgen en 6 Nederlanders deel aan de Tour van 1949. Geen enkele Nederlander haalde het einde: na de tiende etappe, waarin De Hoog, Pauwels en De Ruyter te laat aan de finish kwamen, waren alle zes Nederlanders uit de Tour verdwenen.

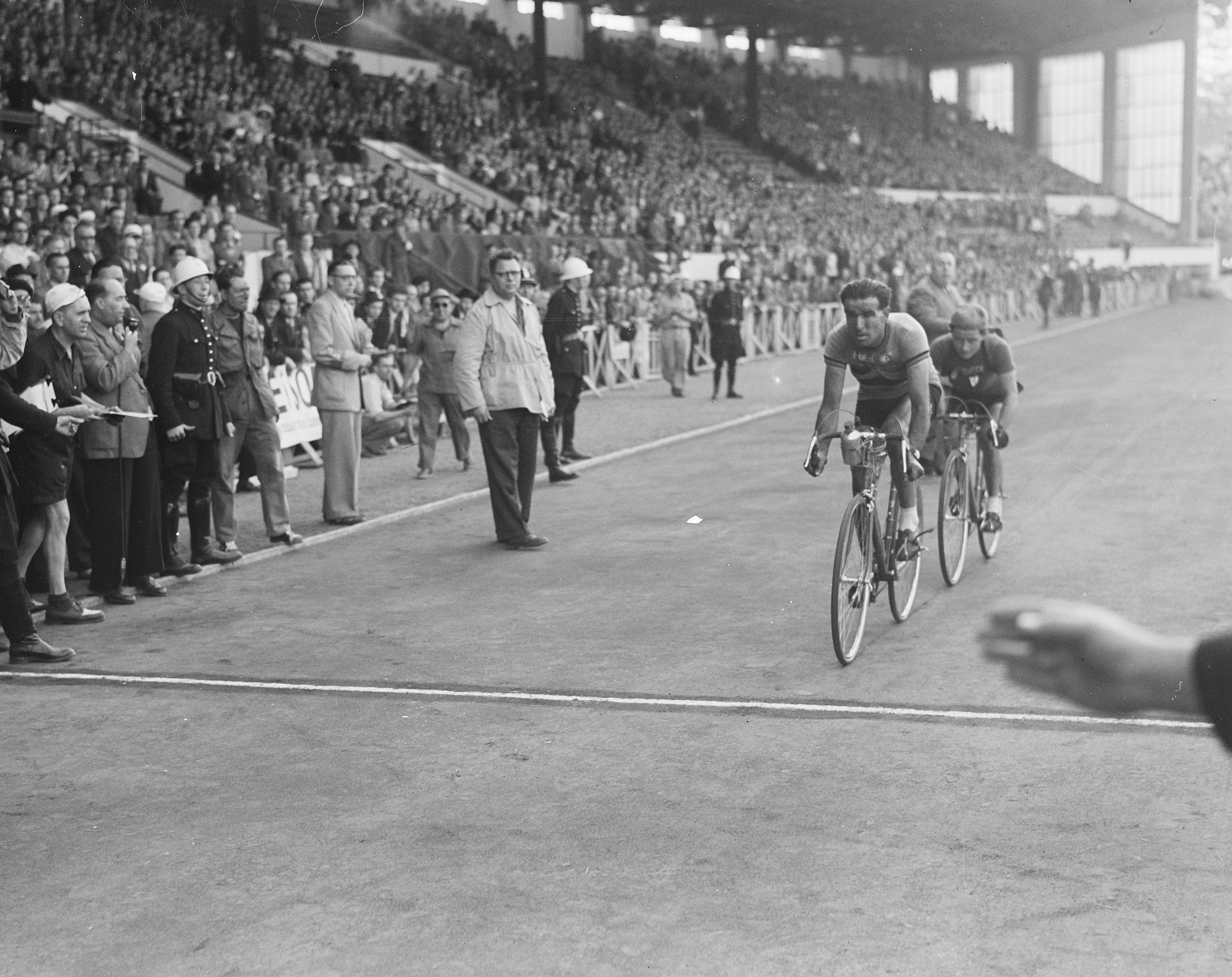
Roger Lambrecht wint de tweede etappe. Achter hem Jacques Marinelli.

### Belgische etappezeges
- Roger Lambrecht won de 2e etappe van Reims naar Brussel.
- Norbert Callens won de 3e etappe van Brussel naar Boulogne.
- Rik Van Steenbergen won de 12e etappe van Luchon naar Toulouse en de 21e etappe van Nancy naar Parijs.
- Désiré Keteleer won de 15e etappe van Marseille naar Cannes.

### Nederlandse etappezeges
- In 1949 was er geen Nederlandse etappe-overwinning.

## Etappe-overzicht[1]
| Etappe                                 | Datum   | Afstand        | Winnaar             |
| -------------------------------------- | ------- | -------------- | ------------------- |
| 1: Parijs - Reims                      | 30 juni | 182 km         | Marcel Dussault     |
| 2: Reims - Brussel                     | 1 juli  | 273 km         | Roger Lambrecht     |
| 3: Brussel - Boulogne                  | 2 juli  | 211 km         | Norbert Callens     |
| 4: Boulogne - Rouen                    | 3 juli  | 185 km         | Lucien Teisseire    |
| 5: Rouen - Saint Malo/Saint Servan     | 4 juli  | 293 km         | Ferdi Kübler        |
| 6: Saint Malo - Les Sables d'Olonne    | 5 juli  | 305 km         | Adolphe Deledda     |
| 6 juli: Rustdag in Les Sables d'Olonne |         |                |                     |
| 7: Les Sables d'Olonne - La Rochelle   | 7 juli  | 92 km tijdrit  | Fausto Coppi        |
| 8: La Rochelle - Bordeaux              | 8 juli  | 262 km         | Guy Lapébie         |
| 9: Bordeaux - San Sebastian            | 9 juli  | 228 km         | Louis Caput         |
| 10: San Sebastian - Pau                | 10 juli | 191 km         | Fiorenzo Magni      |
| 11 juli: Rustdag in Pau                |         |                |                     |
| 11: Pau - Luchon                       | 12 juli | 193 km         | Jean Robic          |
| 12: Luchon - Toulouse                  | 13 juli | 134 km         | Rik Van Steenbergen |
| 13: Toulouse - Nîmes                   | 14 juli | 289 km         | Emile Idée          |
| 14: Nîmes - Marseille                  | 15 juli | 199 km         | Jean Goldschmit     |
| 15: Marseille - Cannes                 | 16 juli | 215 km         | Désiré Keteleer     |
| 17 juli: Rustdag in Cannes             |         |                |                     |
| 16: Cannes - Briançon                  | 18 juli | 274 km         | Gino Bartali        |
| 17: Briançon - Aoste                   | 19 juli | 257 km         | Fausto Coppi        |
| 20 juli: Rustdag in Aosta              |         |                |                     |
| 18: Saint Vincent d'Aoste - Lausanne   | 21 juli | 265 km         | Vincenzo Rossello   |
| 19: Lausanne - Colmar                  | 22 juli | 283 km         | Raphaël Geminiani   |
| 20: Colmar - Nancy                     | 23 juli | 137 km tijdrit | Fausto Coppi        |
| 21: Nancy - Parijs                     | 24 juli | 340 km         | Rik Van Steenbergen |

 winnaars gele trui · 
 puntenklassement · 
 bergklassement · 
 jongerenklassement · 
 tussensprintklassement · 
 combinatieklassement · 
 ploegenklassement · 
 strijdlust · 
rode lantaarn
records · meeste deelnames · ranglijst etappewinnaars · bekende beklimmingen · valpartijen · dopinggevallen · Grand Départ · Souvenir Henri Desgrange
1903 · 
1904 · 
1905 · 
1906 · 
1907 · 
1908 · 
1909 · 
1910 · 
1911 · 
1912 · 
1913 · 
1914 ·
1915 ·
1916 ·
1917 ·
1918 · 
1919 · 
1920 · 
1921 · 
1922 · 
1923 · 
1924 · 
1925 · 
1926 · 
1927 · 
1928 · 
1929 · 
1930 · 
1931 · 
1932 · 
1933 · 
1934 · 
1935 · 
1936 · 
1937 · 
1938 · 
1939 · 
1940 ·
1941 ·
1942 ·
1943 ·
1944 ·
1945 ·
1946 ·
1947 · 
1948 · 
1949 · 
1950 · 
1951 · 
1952 · 
1953 · 
1954 · 
1955 · 
1956 · 
1957 · 
1958 · 
1959 · 
1960 · 
1961 · 
1962 · 
1963 · 
1964 · 
1965 · 
1966 · 
1967 · 
1968 · 
1969 · 
1970 · 
1971 · 
1972 · 
1973 · 
1974 · 
1975 · 
1976 · 
1977 · 
1978 · 
1979 · 
1980 · 
1981 · 
1982 · 
1983 · 
1984 · 
1985 · 
1986 · 
1987 · 
1988 · 
1989 · 
1990 · 
1991 · 
1992 · 
1993 · 
1994 · 
1995 · 
1996 · 
1997 · 
1998 · 
1999 · 
2000 · 
2001 · 
2002 · 
2003 · 
2004 · 
2005 · 
2006 · 
2007 · 
2008 · 
2009 · 
2010 · 
2011 · 
2012 · 
2013 · 
2014 · 
2015 · 
2016 · 
2017 · 
2018 · 
2019 ·
2020 · 
2021 · 
2022 · 
2023 · 
2024 · 
2025